# Çokak (Kozan)
Çokak ist ein Ortsteil (Mahalle) im Landkreis Kozan der türkischen Provinz Adana mit 209 Einwohnern (Stand: Ende 2024). Im Jahr 2011 hatte der Ort 262 Einwohner.